# Eduard Eckert
Ernst Eduard Eckert (* 19. August 1806 in Dresden; † 1867 in Wiesbaden) war ein deutscher Jurist und Politiker.
Eckert absolvierte von 1824 bis 1827 ein Studium der Rechtswissenschaften in Berlin und Leipzig. Danach war er bis 1834 Amtsgerichtsreferendar in Schneidemühl, danach Stadtgerichtsassessor in Samter, anschließend in Schubin und schließlich in Trzemeszno. Von 1844 bis 1853 arbeitete er als Justizrat am Land- und Stadtgericht in Bromberg, von 1853 bis 1855 als Kreisgerichtsrat in Schönlanke und danach als Rechtsanwalt erneut in Bromberg.
Er war vom 18. Mai bis zum 26. Mai 1849 Mitglied der Frankfurter Nationalversammlung für die Provinz Posen (Bromberg) als Mitglied der Fraktion Westendhall. Außerdem war er Mitglied im Märzverein. Vom 11. April bis 30. Mai 1849 arbeitete er im Ausschuss für die Durchführung der Reichsverfassung mit.